# Aleksandra Mikulska
Aleksandra Mikulska (nacida el 17 de noviembre de 1981 en Varsovia) es una pianista polaca radicada en Alemania.

## Vida
Aleksandra Mikulska creció en su ciudad natal de Varsovia, donde recibió lecciones de piano por primera vez a la edad de 6 años. Posteriormente asistió a la clase para superdotados del Liceo Nacional Polaco de Música Karol Szymanowski. Incluso antes de graduarse en la escuela secundaria, llamó la atención de Peter Eicher de la Universidad Musical de Karlsruhe, quien la enseñó a partir de 1997. Después de graduarse en la escuela secundaria, ya pudo estudiar con Peter Eicher en la Universidad Musical de Karlsruhe desde el año 2000. En 2004 completó sus estudios dobles, ambos con distinción, como profesora de música titulada y como solista titulada en la especialidad artística de piano. 
Aleksandra Mikulska cursó después una maestría en piano en la Accademia Pianistica Internazionale “Incontri col Maestro” en Imola, Italia. Los grandes pianistas Lázar Berman, Boris Petrushansky y Michel Dalberto se convirtieron allí en sus inspiraciones más importantes. Después de completar sus estudios con distinción, Mikulska fue aceptada en la clase magistral de Arie Vardi en la Universidad de Música, Teatro y Medios de Hannover, donde perfeccionó su formación pianística y completó su examen de concertísta en 2010. 
Mikulska asistió también a numerosas clases magistrales, entre otras con Lev Natochenny, Andrzej Jasiński, Kevin Kenner y Diane Andersen. También recibió becas del primer ministro polaco y de la Fundación Alfred Toepfer FVS 
Aleksandra Mikulska fue invitada a conciertos en el Musikverein de Viena, el Brucknerhaus de Linz, la Tonhalle Zurich , la Philharmonie de Essen, la Nikolaisaal Potsdam  , la Kurhaus de Wiesbaden, la Munich Künstlerhaus y la Filarmónica Nacional de Varsovia.
Ha aparecido en muchos festivales internacionales como el MDR Music Summer, el Liszt Festival Raiding , el Styriarte, el Lake Constance Festival, el Usedom Music Festival, los Conciertos de Verano de Brandeburgo  , el Verano Cultural Hohenloher, el Festival de Clásicos de Murten, el Festival de Pianistas de Böblingen , el Festival de Pascua de Bayreuth  , el Festival Chopin en Gaming  y en los Conciertos del Monasterio de Maulbronn.
Mikulska dedica especial atención a las composiciones de su compatriota Frédéric Chopin.  Como presidenta de la Sociedad Chopin en la República Federal de Alemania, se compromete a preservar y promover la música de Frédéric Chopin, promover el talento joven y construir puentes culturales entre Alemania y Polonia.  Aleksandra Mikulska es una artista exclusiva de los pianos Bösendorfer. 
Desde septiembre de 2021, Mikulska es profesora de piano en la Universidad Musical Carl Maria von Weber de Dresde. 

## Premios
- 1998: Primer premio en el Concorso Internazionale di esecuzione pianistica en Agropoli, Italia.
- 2000: Segundo premio en el Concorso Internazionale di Pianoforte “E. Porrino” en Cagliari, Italia.
- 2002: Tercer premio en el Concorso Internazionale di Musica “Città di Pinerolo”, Italia. [15]
- 2003: Primer premio en el Concorso Europeo “Città del Vasto”, Italia.
- 2004: Primer premio en el Concurso Internacional Jeunesses Musicales “Músicos del nuevo Milenio” en Skopje, Macedonia. [16]
- 2005: Premio especial como mejor pianista polaco en el XV. Concurso Internacional de Piano Frédéric Chopin en Varsovia, Polonia.
- 2007: Segundo Premio y Premio del Público en el Concurso Internacional de Piano Musica Aeterna en Wavre, Bélgica. [17]

## Discografía
- 2010: Frédéric Chopin: Sonata en si menor
- 2011: Expresiones: Obras de Joseph Haydn, Karol Szymanowski y Frédéric Chopin
- 2012: Chopin & Szymanowski (en vivo): Obras de Frédéric Chopin y Karol Szymanowski, K&K Verlagsanstalt
- 2013: Frédéric Chopin: Baladas
- 2015: Frédéric Chopin y Franz Liszt: Melodías europeas
- 2018: Franz Liszt: Recuerdos
- 2020: Reflexiones: Sonatas para piano de Frédéric Chopin y Franz Liszt